# كأس العراق 1999–2000
فاز بهذه النسخة من بطولة لكأس العراق نادي الزوراء بعد فوزه في المباراة النهائية على نادي القوة الجوية بركلات الجزاء الترجيحية.

## نتائج بعض المباريات

### دور الـ32
- نادي القوة الجوية × نادي الشعلة (5-1)، (2-0)
- نادي الميناء × نادي الناصرية (1-0)، (1-0)
- نادي ديالى × نادي الموصل (3-1)
- نادي الرمادي × نادي الديوانية (1-0)، (0-1)، ثم فوز الرمادي بركلات الترجيح (4-2)
- نادي السماوة × نادي صلاح الدين (0-2)، (0-6)
- نادي الدفاع الجوي × نادي النفط (3-2)، (2-1)
- نادي الشباب × نادي المحمودية (1-0)
- نادي الطلبة × نادي الكرخ (2-2)، (2-1)
- نادي سامراء × نادي الكاظمية (2-2)، (0-1)
- نادي حيفا × نادي الشرطة (0-0)
- نادي البحري × نادي بابل (3-0)، (3-2)
- نادي زاخو × نادي الزوراء (0-1)، (0-4)
- نادي الكوت × نادي الجيش (؟-؟)، (3-1)
- نادي دهوك × نادي النجف (؟-؟)، (1-0)
- نادي ميسان × نادي بلد (؟-؟)، (2-1)
- نادي ديالى × نادي الموصل (؟-؟)، (4-2)

### دور ثمن النهائي
- نادي الكرخ × نادي سامراء (6-0)
- نادي الشباب × نادي الجيش (0-2)
- نادي الزوراء × نادي الرمادي (2-0)
- نادي القوة الجوية × نادي البحري (2-0)
- نادي بلد × نادي ديالى (0-2)
- نادي صلاح الدين × نادي الدفاع الجوي (1-0)
- نادي حيفا × نادي الميناء (1-1)، فوز الميناء بركلات الترجيح
- نادي أربيل × نادي النجف (2-0)

### نصف النهائي
أقيمت مباريات الذدهاب يوم 28 آذار أما الإياب يوم 3 نيسان:
- نادي القوة الجوية × نادي الطلبة (1-0)، (0-1)، ثم فاز نادي القوة الجوية في الإياب بركلات الترجية بسبب تعادل الفرقين في نتيجتي المباراتين
- نادي الميناء × نادي الزوراء (0-1)، (0-2)

### المباراة النهائية
أقيمت المبارة على ملعب الشعب يوم 15 ديسمبر وانتهت بفوز نادي الزوراء على نادي القوة الجوية بركلات الجزاء الترجيحية (4-3) بعد انتهاء المباراة بوقتيها الأصلي والإضافي بدون أهداف.